# Hans Jürgen Prömel
Hans Jürgen Prömel, född 16 september 1953 i Bienen, Nordrhein-Westfalen, Tyskland, är professor i matematik. Mellan 2007 och 2019 var Prömel president för Darmstadts tekniska universitet.